# لوما
شهر لوما (به سوئدی: Lomma) در ناحیه شهری لوما در کشور سوئد واقع شده‌است. جمعیت این شهر ۲۱۰۱٫۹  نفر است.